# EP2
eft/pos 2000, kurz ep2, ist der Spezifikationsstandard für die Abwicklung und den Aufbau von EFT-Transaktionszahlungen im bargeldlosen Zahlungsverkehr. ep2 stellt dabei sicher, dass für alle Karteninhaber im Schweizer Markt ein einheitlicher, moderner Kommunikationsstandard geschaffen und eingehalten wird. Jeder Hersteller von EFT/POS-Terminals muss sich einer EP2-Zertifizierung unterziehen, wenn er im Schweizer Markt mit schweizspezifischen ep2-Karten und Kartenverarbeitern arbeiten möchte. Unter anderem gehören dazu die PostFinance-Karte, REKA, SBB-Karten, Geschenkkarten, Lunch-Check-Karten und Kundenbindungskarten sowie mobile Payment-Zahlungen. Wer in der Schweiz ein EFT/POS-Terminal nach Schweizer Standard betreiben möchte, muss es bei der EP2 Zertifizierungsstelle abnehmen lassen.
Mit ep2 wurde eine weitgehende Vereinheitlichung des EFT/POS-Systems Schweiz unter Berücksichtigung aller internationalen Normen (EMV, PCI, ISO und Card Schemes) erreicht. Es handelt sich dabei um ein Konzept, das SEPA- sowie PCI-DSS-kompatibel ist und auch im europäischen Raum breite Anerkennung findet.

## Merkmale von ep2

### Unterstützte Technologien
- EMV Kontakt-Chip-Karten
- EMV Kontaktlos-Chip-Karten
- Mobile Geräte mit NFC und Bluetooth (BLE)
- QRC auf dem Terminal oder e-Commerce App
- Magnetstreifenkarten
- Sichere manuelle Kartennummerneingabe übers PIN Pad

### Branchenunterstützung
Branchenunterstützung für:
- Einzelhandel / Retail
- Autovermietung, Hotellerie, Gastronomie
- Restaurants
- Unbediente Verkaufspunkte / Automaten

- Tankstellen und Ladelösungen für Elektromobilität
- Distanzgeschäft / e-Commerce
- Speziallösung für die Schnellabfertigung im öffentlichen Verkehr (Deferred Payment, Known Fare Transactions und Mass Transit Transactions)

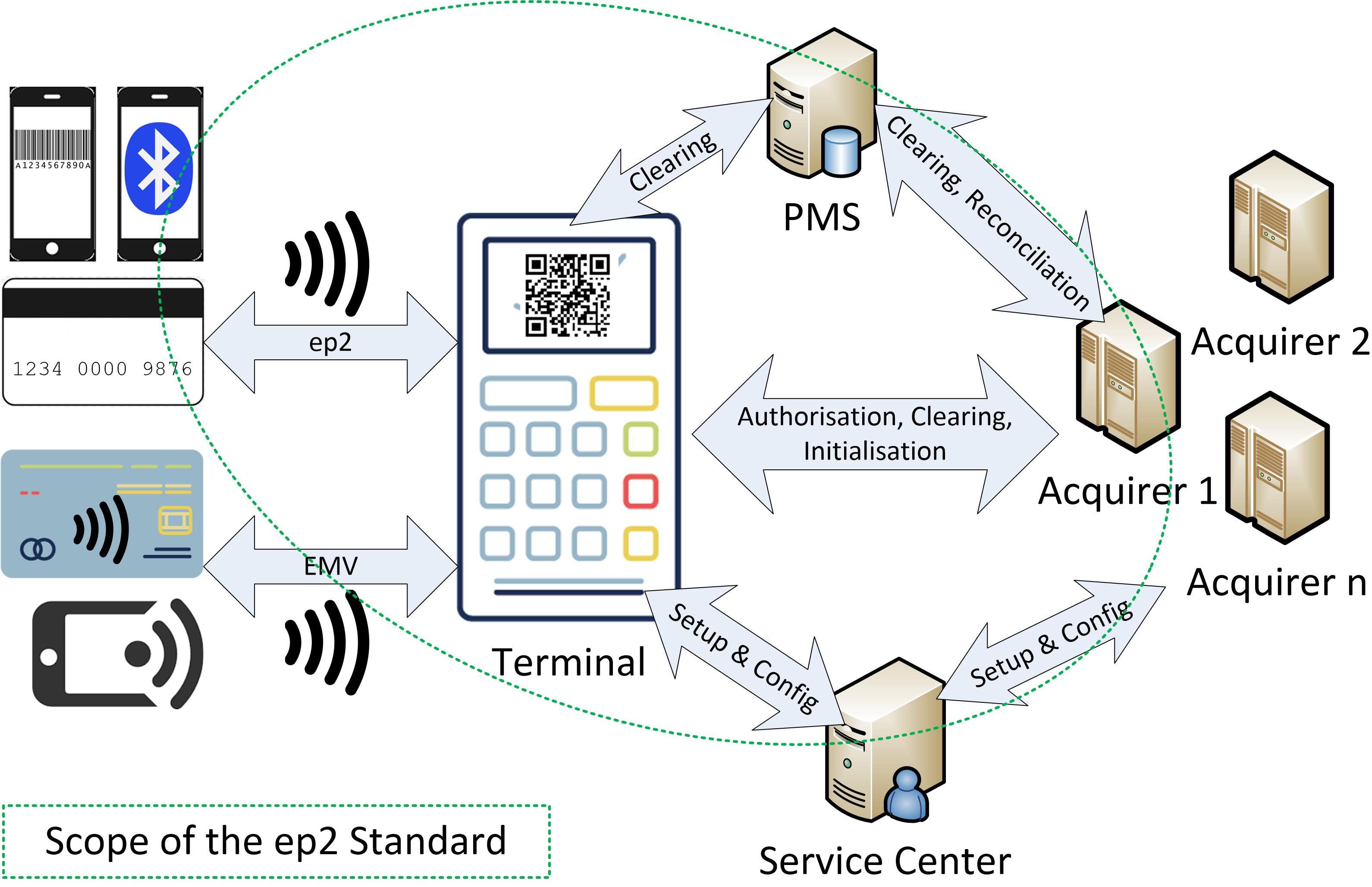

### Protokolleigenschaften
(Quelle: )
- XML-basiertes Protokoll
- Multihost-Protokoll
- Dual-Message-System mit On-/Offline-Fähigkeit
- Umfangreiches Sicherheitskonzept
- Standardisierte, durchgängig automatisierte Aufschalt-, Update- und Ausserbetriebnahme-Prozesse über Fernwartung
- ab Version 8.0.0 zusätzliche Kommunikationsverschlüsselung mittels TLS

## Nutzen und Vorteile von ep2
Die Gründer und Mitglieder des Verbands Technical Cooperation ep2 verfolgen folgende Ziele mit dem ep2 Standard und dessen Weiterentwicklung:
- Offener Multihost Standard, offen für alle Marktteilnehmer
- Vereinheitlichung der technischen EFT/POS Infrastruktur
- Umsetzung der Card Scheme und Payment Card Industry (PCI) Anforderungen
- Wettbewerb unter den Terminalherstellern und Kartenverarbeitern ermöglichen und erhöhen. Jeder Terminalhersteller mit ep2 Software und jeder Acquirer mit ep2 Hostanbindung kann ohne Markteintrittshürden teilnehmen
- Standardisierter, einheitlicher Ablauf beim Zahlvorgang für den Karteninhaber sowie einheitliche Zahlungsprozesse für alle Brands und Transaktionstypen
- Reduktion der Transaktionskosten und Transaktionszeit
- Einheitlicher Zulassungsprozess mit garantierten Qualitätslevels und Gleichbehandlung aller Marktteilnehmer (nur für die Schweiz & Liechtenstein)
- Aktive Kundeneinbindung über Vertreter des Schweizer Handels (VEZ)
- Kooperation auf technischer Ebene, Wettbewerb auf Produkt-/Angebotsebene

Mit ep2 wurde eine weitgehende Vereinheitlichung des EFT/POS-Systems Schweiz unter Berücksichtigung aller internationalen Normen (EMV, PCI, ISO und Card Schemes) erreicht. Es handelt sich dabei um ein Konzept, das SEPA- sowie PCI-DSS-kompatibel ist und auch im europäischen Raum breite Anerkennung und Verbreitung findet.

## Organisation Verband TeCo ep2
Der Verband Technical Cooperation ep2 wurde am 12. April 2007 gegründet. Mit dieser Gründung erhielt die seit 2003 bestehende Kooperation zwischen den Schweizer Acquirern, Terminalherstellern und dem Verband Elektronischer Zahlungsverkehr ihre legale Form.
TeCo ep2 ist eine mitgliedergeführte Organisation und kennt verschiedene Arten der Mitgliedschaft (Mitglieder, Acquirer-Lizenznehmer und Hersteller sowie Beobachter).
Im Jahr 2023 zählte der Verband Technical Cooperation ep2 folgende 18 Mitglieder:
- Abrantix
- boncard payment & services ag
- CCCBusiness Service AG
- Cembra Money Bank AG
- Cornèr Bank AG, Zweigniederlassung Bonuscard (Zürich)
- Fiserv / First Data
- Ingenico Suisse SA
- MF Group AG
- Nets Schweiz AG
- PayTec
- Payone GmbH
- PostFinance – Swiss Post
- Schweizer Reisekasse Reka Genossenschaft
- Swisscard – AECS (Joint Venture von Credit Suisse und American Express)[4]
- Verband Elektronischer Zahlungsverkehr (VEZ)
- Worldline SA
- Winarco AG
- WIR Bank Genossenschaft

und folgende 4 Acquirer-Lizenznehmer:
- Agrola AG
- Migros Bank AG
- Innocard Loyalty AG
- VR Payment GmbH

Weiter nutzen 25 Firmen als Hersteller die ep2 Spezifikationen für die Terminal-SW-Entwicklung oder die Entwicklung von ep2 Umsystemen. 8 Firmen sind Beobachter.
- Der Verband Technical Cooperation ep2 (TeCo ep2) ist die weltweite Spezifikationsstelle und schweizweite Zertifizierungsstelle.
- Die ep2 Registration Authority (ep2 RA) ist verantwortlich für die ep2 Spezifikationen und deren Weiterentwicklung sowie die Anlaufstelle bzgl. allen Themen zum ep2 Standard.
- Die ep2 Certification Authority (ep2 CA) ist zuständig für die HW- und SW-Zertifizierung sowie für die Entwicklung und Betrieb des ep2 Testsystems. Beide Aufgaben (ep2 RA und ep2 CA) werden von der Firma eftpos Engineering GmbH ausgeführt.
- Die Mitglieder des TeCo ep2 Verbands arbeiten eng in der Arbeitsgruppe ep2 zusammen und halten so die ep2 Spezifikationen auf dem neuesten Stand der Marktanforderungen und technologischen Entwicklungen. Strategische und finanzielle Themen werden im TeCo ep2 Vorstand geregelt. Die ep2-Mitglieder sind aktiv in der Zahlungsverkehrsbranche entweder als Acquirer von Kartentransaktionen oder Hersteller bzw. Lieferant von EFT/POS-Terminals oder Händler mit EFT/POS Terminals tätig.

## Geschichte
Im Februar 1996 legten PostFinance, Telekurs und der Verband Elektronischer Zahlungsverkehr (VEZ) den Grundstein für die Zusammenarbeit bei der Entwicklung der Systemgeneration ep2. Das Projekt ep2 definierte die zukünftige EFT/POS-Infrastruktur für die Schweiz. Es hatte zum Ziel, eine Standardisierung der Kartenzahlungen vorzunehmen, einschließlich aller Verfahren, Funktionen und Schnittstellen, auf der Basis internationaler Standards. Die ep2-Partner entwickelten von 1998 bis 2002 eine umfassende ep2-Spezifikation, die jährlich verbessert und weiterentwickelt wird. Heute besteht über 90 % der gesamten Terminalpopulation in der Schweiz aus ep2-Geräten.
Die wichtigsten Meilensteine und Phasen des ep2 Standards:
- Erstellung ep2 Hauptstudie und Festlegung der Kooperation von 1996 bis 1998
- Detailkonzeptphase von 1998–2000
- Projektphase (Spezifikation V.1.0.0, Umsetzung und Pilotierung) von 2000 bis 2003
- Betriebsphase ab Juni 2003 bis heute – beinhaltet 20 Versionen / Releases von V.2.0.1 bis zur V.8.1.0 (siehe ep2 Lebenszyklus)
- Am 12. April 2007 wurde der Verband Technical Cooperation ep2 (TeCo ep2) gegründet, damit erhielt diese erfolgreiche Zusammenarbeit eine adäquate Rechtsform

## ep2-Lebenszyklus
Der ep2-Standard hat sich seit 2003 flächendeckend in der Schweiz etabliert und sich stets weiterentwickelt. Dabei wurden die Bedürfnisse der Anspruchsgruppen, wie Karteninhaber und Handel sowie die Sicherheitsanforderungen der Card Schemes laufend berücksichtigt. Die Komplexität für Betrieb und Test der Acquiring-, PMS- und Service Center-Systeme hat daher in den letzten Jahren zugenommen.
Der Verband Technical Cooperation ep2 (TeCo ep2) hat im Jahr 2013 ein Lifecycle-Management für den ep2-Standard eingeführt und Ende 2018 die dritte Geräte-Generation abgelöst. Nun wurde am 3. April 2023 die vierte Generation ausser Betrieb genommen. Neben der verbesserten Sicherheit der Terminals profitiert der Karteninhaber von diversen neuen Funktionen.
In der untenstehenden Tabelle sind die alle ep2 Versionen, Generationen und Daten aufgelistet:
| Version | Veröffentlicht | End of life | Generationen & Bemerkungen                       |
| ------- | -------------- | ----------- | ------------------------------------------------ |
| V.1.0.0 | 04.11.2002     | 2006        | 1. Generation (Studie, kein produktiver Betrieb) |
| V.2.0.1 | 22.07.2003     | 31.10.2014  | 2. Generation (Non-PCI Generation)               |
| V.3.0.0 | 31.10.2004     | 31.10.2014  | 2. Generation (Non-PCI Generation)               |
| V.3.1.0 | 31.10.2005     | 31.10.2014  | 2. Generation (Non-PCI Generation)               |
| V.4.0.0 | 31.10.2006     | 31.10.2014  | 2. Generation (Non-PCI Generation)               |
| V.4.1.0 | 31.10.2007     | 31.10.2014  | 2. Generation (Non-PCI Generation)               |
| V.5.0.1 | 31.10.2008     | 01.05.2019  | 3. Generation PCI DSS I Compliant                |
| V.5.1.0 | 31.10.2009     | 01.05.2019  | 3. Generation PCI DSS I Compliant                |
| V.5.2.0 | 31.10.2010     | 01.05.2019  | 3. Generation PCI DSS I Compliant                |
| V.5.3.0 | 31.12.2011     | 01.05.2019  | 3. Generation PCI DSS I Compliant                |
| V.6.0.0 | 10.12.2012     | 03.04.2023  | 4. Generation PCI DSS II Compliant               |
| V.6.1.0 | 31.12.2013     | 03.04.2023  | 4. Generation PCI DSS II Compliant               |
| V.6.2.0 | 12.12.2014     | 03.04.2023  | 4. Generation PCI DSS II Compliant               |
| V.6.3.0 | 30.11.2015     | 03.04.2023  | 4. Generation PCI DSS II Compliant               |
| V.7.0.0 | 30.11.2016     | 31.10.2026  | 5. Generation PCI DSS III Compliant              |
| V.7.1.0 | 22.12.2017     | 31.10.2026  | 5. Generation PCI DSS III Compliant              |
| V.7.2.0 | 01.02.2019     | 31.10.2026  | 5. Generation PCI DSS III Compliant              |
| V.7.3.0 | 09.12.2019     | 31.10.2026  | 5. Generation PCI DSS III Compliant              |
| V.7.4.0 | 18.12.2020     | 31.10.2026  | 5. Generation PCI DSS III Compliant              |
| V.8.0.0 | 10.12.2021     | 31.10.2030  | 6. Generation PCI DSS IV Compliant               |
| V.8.1.0 | 31.12.2022     | 31.10.2030  | 6. Generation PCI DSS IV Compliant               |
| V.8.2.0 | 31.10.2023     | 31.10.2030  | 6. Generation PCI DSS IV Compliant               |

Die Lebensdauer einer Generation beträgt ca. 10 Jahre, was einen ausreichenden Investitionsschutz für alle Akteure im ep2 Umfeld bietet.
Die TeCo ep2-Mitglieder setzen das Lifecycle-Management durch, indem primär die Acquirer ab dem festgelegten Termin Autorisierungen für Geräte der betroffenen Generation ablehnen.

## Internationale Verbreitung von ep2

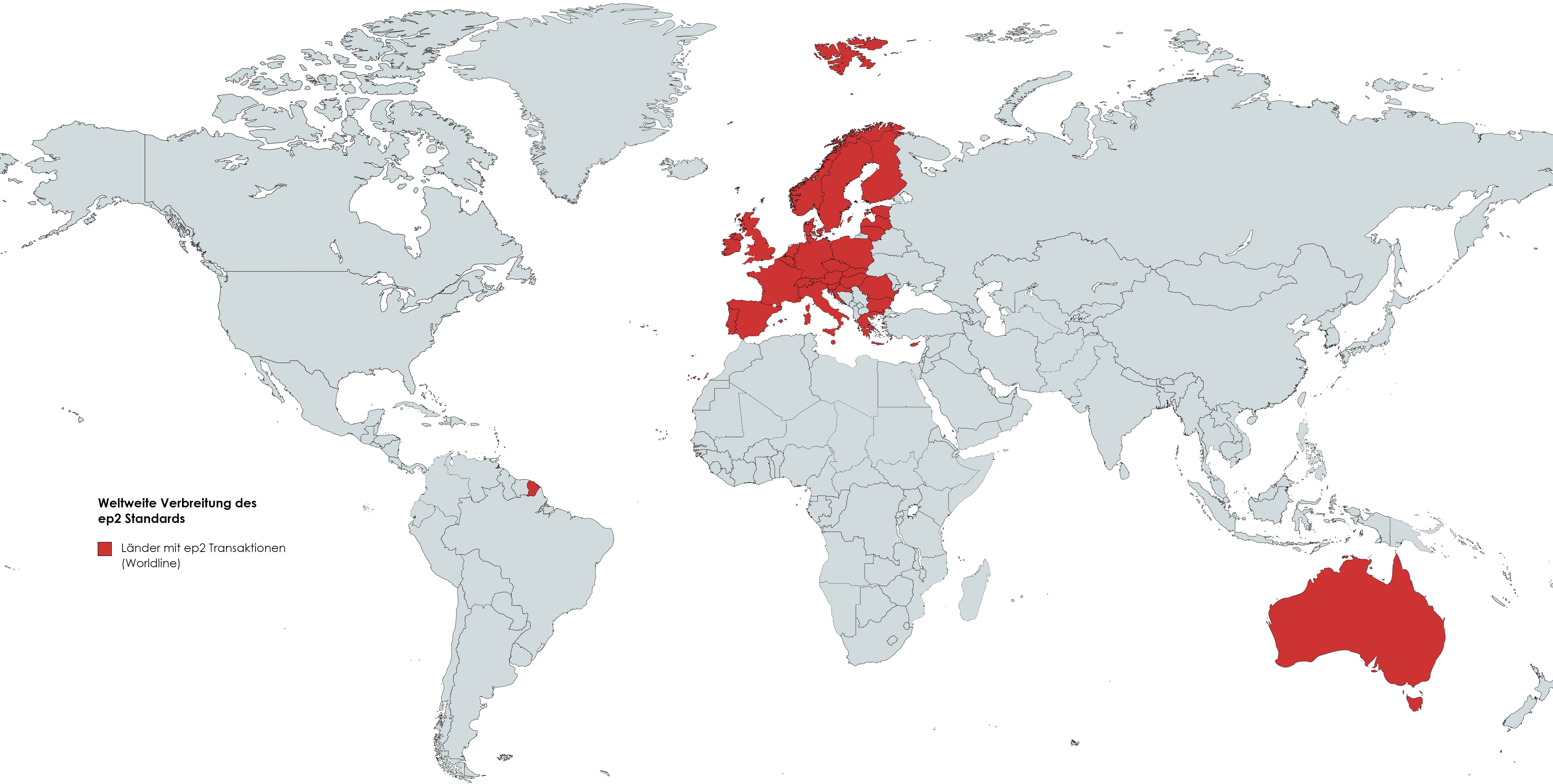
Weltweite Verbreitung des ep2 Standards

Der ep2 Standard wird v. a. von der Firma Worldline international in weiteren 36 Ländern genutzt. Die folgende Karte zeigt die weltweite Verbreitung von ep2. In den rot markierten Ländern werden heute Debit-/Kreditkartenzahlungen am POS über den ep2 Standard abgewickelt.